# Cascade (Iowa)
Cascade is een plaats (city) in de Amerikaanse staat Iowa, en valt bestuurlijk gezien onder Dubuque County en Jones County.

## Demografie
Bij de volkstelling in 2000 werd het aantal inwoners vastgesteld op 1958. In 2006 is het aantal inwoners door het United States Census Bureau geschat op 2122, een stijging van 164 (8,4%).

## Geografie
Volgens het United States Census Bureau beslaat de plaats een oppervlakte van 2,9 km², geheel bestaande uit land. Cascade ligt op ongeveer 252 m boven zeeniveau.

## Plaatsen in de nabije omgeving
De onderstaande figuur toont nabijgelegen plaatsen in een straal van 20 km rond Cascade.